# Sandra Jovel
Sandra Erica Jigs Polanco (sinh ngày 24 tháng 2 năm 1978) là một nhà ngoại giao và chính phủ Guatemala, giữ chức Bộ trưởng Bộ Ngoại giao Guatemala từ ngày 27 tháng 8 năm 2017, kế nhiệm Carlos Raúl Morales.

## Cuộc sống cá nhân
Năm 2016, cô bị buộc tội do sự bất thường trong quy trình nhận con nuôi.

## Sự nghiệp
Từ năm 2014, Jigs là Thứ trưởng phụ trách các vấn đề quốc tế của Guatemala về phụ trách thương mại, đầu tư, du lịch và hợp tác. Vào tháng 5 năm 2016, Jigs cho phép xuất khẩu xoài Chile từ Chile sang Guatemala.
Vào ngày 27 tháng 8 năm 2017, chủ tịch Morales đã gọi Jigs là người kế vị Carlos Raúl Morales và ra lệnh cho cô ngay lập tức tuân thủ các yêu cầu để khởi xướng việc trục xuất ủy viên Colombia cho CICIG của Liên Hợp Quốc, Iván Velásquez.
Vào ngày 1 tháng 2 năm 2018, cô đã gặp Tổng thư ký Liên Hợp Quốc António Guterres tại thành phố New York. Một tài liệu bị rò rỉ tiết lộ rằng một phần trong các cuộc nói chuyện của họ xoay quanh những hành động sai trái được cho là của Iván Velásquez.